# Charles Barangé
Charles Barangé, né le 21 décembre 1897 à Beaulieu (Maine-et-Loire) et mort le 12 mars 1985  à Angers (Maine-et-Loire), est un homme politique français. 

## Biographie
Il est inspecteur central du trésor. Il préside le comité régional d'expansion des pays de Loire, du Maine et de Vendée. Il est surtout connu pour avoir donné son nom à la proposition de loi d'aide à l'enseignement privé du 28 septembre 1951 : versement d'une allocation scolaire pour les enfants scolarisés dans le privé comme dans le public. Cette loi a soulevé de très vives oppositions à gauche et dans la mouvance laïque.
De 21 octobre 1945 à 1er décembre 1955, il est député  MRP de Maine-et-Loire.